# أحمد عيد الحربي
أحمد بن عيد بن سعد السريحي الحربي رئيس مجلس إدارة الاتحاد السعودي لكرة القدم سابقا.مواليد عام 1948م بمدينة جدة غرب المملكة العربية السعودية.وهو أول رئيس للاتحاد السعودي لكرة القدم بالانتخاب، حيث جاء خلفاً للأمير نواف بن فيصل بن فهد آل سعود.

## حياته الشخصية
أحمد عيد متزوج وله من الأبناء: رضا، وعبد الله، ومحمد، وسلطان، وبنت واحدة.
حصل أحمد على الشهادة الابتدائية من المدرسة الفيصلية بحي الهنداوية بجدة عام 1383 هـ. فيما حصل على الشهادة المتوسطة من مدرسة الفاروق المتوسطة جدة مدينة الملك سعود العلمية عام 1386 هـ.وحصل على الشهادة الثانوية من مدرسة الشاطئ الثانوية جدة – طريق مكة المكرمة 1390 هـ. فيما حصل على الشهادة الجامعية من جامعة الملك عبد العزيز قسم الجغرافيا عام 1976.وحاز على درجة الماجستير من جامعة واشنطن سياتل عام 1983م بدرجة امتياز تخصص خرائط.
وعمل في وزارة البترول والثورة المعدنية 4/9/1396, ونائب مدير التحرير الفنية البعثة الجيولوجية الأمريكية 1983-1986, وفي مجموعة سجما – مدير عام الإدارة، ومنذ 1997م وحتى الآن 2013 يعمل مدير عام شركة التكامل الدولية للاستثمار التجاري.

## مسيرته الكروية
بدأ أحمد عيد مسيرته الكروية عام 1383 مع فريق التسامي الرياضي بجدة كحارس مرمى، وبعد أن تألق لفت انظار مسؤولي النادي الأهلي لينتقل في عام 1387هـ، لينضم في العام التالي للمنتخب السعودي الأول.
وأحمد عيد يعد أحد أشهر حراس المرمى في السعودية، حيث كان قد حاز على أفضل لاعب سعودي عام 1388هـ/1968م، كما حصل على جائزة أفضل حارس خليجي في الدورة الأولى بالبحرين والدورة الثانية في الرياض.
وأُختير في عام 1393هـ/1973م ضمن أفضل من أفضل ثلاث حراس مرمى في العالم العربي، وفي عام 1978م/1398م انهى مسيرته الكروية كحارس وفي حوزته 13 بطولة.
والبطولات التي حققها هي:

#### الجماعية
- كأس ولي العهد 1387هـ/1967م - منتخب الغربية.
- درع الدوري العام 1388هـ/1968م - الأهلي.
- كأس ولي العهد 1388هـ/1968م - منتخب الغربية.
- كأس جلالة الملك 1389هـ/1969م - الأهلي.
- الدوري العام على كأس جلالة الملك 1390هـ/1970م - الأهلي.
- كأس ولي العهد 1390هـ/1970م - الأهلي.
- بطولة منتخبات المناطق 1391هـ/1971م - منتخب الغربية.
- الدوري العام على كأس جلالة الملك 1391هـ/1971م - الأهلي.
- الدوري العام على كأس جلالة الملك 1393هـ/1973م - الأهلي.
- كأس المصيف 1394هـ/1974م - الأهلي.
- كأس جلالة الملك 1397هـ/1977م - الأهلي.
- درع الدوري الممتاز 1398هـ/1978م - الأهلي.
- كأس جلالة الملك 1398هـ/1978م - الأهلي.

#### الفردية
- أفضل لاعب سعودي 1388هـ/1968م
- أفضل حارس في دورة الخليج الأولى 1390هـ/1970م
- أفضل حارس في دورة الخليج الثانية 1392هـ/1972م
- ضمن أفضل ثلاث حراس في العالم العربي 1393هـ/1973م
- أفضل حارس في كأس المصيف 1394هـ/1974م

## مسيرته الإدارة
بعد اعتزاله كرة القدم ذهب لامريكا لاستكمال دراسته، وعندما حاز على درجة الماجستير، عاد إلى جدة وبدأ في العمل الإدارة مع النادي الأهلي وتحديداً 1983 حيث شغل منصب المشرف العام على الفريق كما شغل منصب عضو في مجلس الإدارة.
وفي العام الذي تلاه شغل منصب سكرتير عام النادي الاهلي، ثم نائباً للرئيس. وفي عام 1985 ترشح لرئاسة النادي واستمر لعام واحد فقط قبل أن ينقطع عن العمل الرياضي لمدة طويلة.
عاد عيد عام 1996 للعمل ولكن مع الاتحاد السعودي لكرة القدم، حيث عمل مشرفا ًعلى المنتخب الأول ونجح في المساهمة بتحقيق كأس آسيا بالإمارات والتأهل لكأس العالم 98 بفرنسا.
وفي عام 2000 انضم لعضوية مجلس إدارة الاتحاد السعودي وعضوية لجنة المسابقات، وشغل حتى 29 فبراير 2011 منصب نائب رئيس لجنة الاحتراف وهو اليوم الذي شهده رئيساً مؤقتاً للاتحاد خلفاً للمستقيل الأمير نواف بن فيصل.
وفي 20 ديسمبر 2012 اجريت انتخابات لأول مرة على كرسي رئاسة الاتحاد وفاز على منافسة خالد بن معمر ليصبح بذلك أول رئيس منتخب للاتحاد من تأسيسه.

## وصلات خارجية ومصادر
- سيرة أحمد عيد
- فوزه بالانتخابات